# Швец, Александр Иванович
Александр Иванович Швец (30 мая 1932, Киев — 03 июня 2017, Москва) — советский учёный-экспериментатор в области сверхзвуковой гидро- и аэродинамики, педагог и организатор научных исследований, доктор физико-математических наук (1975, МГУ), профессор (1984, ВАК), член-корреспондент Российской академии прикладных наук (1999), член-корреспондент Российской академии естественных наук (2004), лауреат премии Совета Министров СССР (1985). Сын академика АН УССР Швеца Ивана Трофимовича.

## Биография
Выпускник КПИ.
Поступил в аспирантуру МФТИ, где защитил диссертацию на соискание учёной степени кандидата технических наук. В 1961 г. Александр Иванович был приглашён на работу в НИИ механики МГУ и за последующие 55 лет активной научной деятельности (1961—2015 гг.) он прошёл насыщенный событиями творческий путь ВУЗовского учёного СССР и России. Заведующий лабораторией нестационарной аэродинамики (1980—2004 гг.), главный научный сотрудник лаборатории аэромеханики и волновой динамики (2004—2010 гг.), ведущий научный сотрудник (2011—2015 гг.). Похоронен в Киеве на Байковом кладбище.

## Научная и педагогическая деятельность

### Основная сфера научных интересов
Автор фундаментальных результатов в области газовой динамики и аэроакустики. Он получил новые данные по отрывным течениям газа, течениям в сверхзвуковом ближнем следе. Исследовал новый класс оптимальных сверхзвуковых форм: обладающих максимальным качеством — «волнолётов» и минимальным сопротивлением — «звездообразных». Внёс большой вклад в исследования взаимодействия сверхзвуковых струй газа с потоками и с поверхностью, обнаружил новые аэроакустические эффекты. При непосредственном участии А. И. Швеца в Институте механики создан уникальный аэродинамический комплекс для научных исследований, который и сегодня является ценнейшей базой для проведения передовых фундаментальных и прикладных исследований, а также для подготовки молодых, современных специалистов-аэромехаников МГУ и других ВУЗов.

### Прикладные исследования
Большое место в работе Александра Ивановича занимали прикладные исследования, многие результаты нашли эффективное применение на практике. Исследовано течение в ближнем следе и пульсации донного давления многосопловых ракетных двигателей (НПО «Энергия», 1962—1969 гг.); изучена аэродинамика автоматических космических аппаратов при сверхзвуковых и дозвуковых скоростях полёта в атмосферах Земли, Марса и Венеры (НИЦ им. Г. Н. Бабакина, 1971—2009 гг.); исследована газодинамика и акустика реактивных двигателей для улучшения тяговых характеристик (ЦИАМ, 1982—1990 гг.). А. И. Швец работал по программам грантов РФФИ, Министерства высшего образования, МАИ, президиума РАН (1993—2009 гг.), проводил исследования по заказам «NASA» и «Ministry of Power» — США (1999—2005 гг.).

### Педагогическая деятельность и публикации
Профессор А. И. Швец читал лекции в Московском физико-техническом институте (1982—1984 гг.), Всесоюзном машиностроительном институте (1985—1990 гг.), Московском Авиационном Институте (1991—1993 гг.). Выступал с докладами в Германии — (Дрезденский технический университет, 1987—1988 гг.), в университетах США — (Стэнфорд, Беркли, в Массачусетском и Калифорнийском технологических институтах, 1989—1990 гг.). Руководил подготовкой аспирантов: (МГУ, МВТУ, МАИ, Киевского и Харьковского университетов, Дрезденского технического университета). Подготовил 2 докторов и 14 кандидатов наук. Он автор 6 монографий, 150 научных статей, 10 авторских свидетельств на изобретения.

## Основные монографии
- Газодинамика ближнего следа. А. И. Швец, И. Т. Швец. — К.: Изд-во «Наукова думка», 1976.
- Аэродинамика несущих форм. А. И. Швец, И. Т. Швец — К.: Вища шк. Головное изд-во, 1985.
- Аэродинамика сверхзвуковых форм. А. И. Швец. — М.: Изд-во Моск. ун-та, 1987.
- Сверхзвуковые летательные аппараты. А. И. Швец. — М.: Изд-во Моск. ун-та, 1989.

## Награды и премии
- Премия Совета Министров СССР (1985);
- Медаль Ветеран Труда (1984);
- Медаль Высшей школы СССР (1988);
- Медаль Федерации астронавтики (1987, 2007);
- Медаль Российской академии естественных наук (2007).

## Примечание
1. https://istina.msu.ru/profile/s/. Интеллектуальная Система Тематического Исследования Наукометрических данных.
2. https://www.scopus.com/authid/detail.uri?authorId=7006709956. Scopus Preview.
3. https://www.mendeley.com/authors/7006709956/. Mendeley.